# École française d'orgue
L’école française d’orgue prend son origine connue à la Renaissance, avec les publications de Pierre Attaingnant entre 1547 et 1557. Si quelques auteurs (tels Eustache du Caurroy en 1610, ou Charles Guillet la même année) publient des fantaisies instrumentales qui restent susceptibles d'être jouées à l'orgue, il faut attendre Jehan Titelouze en 1623 et 1626 pour disposer d'œuvres écrites spécifiquement pour cet instrument. De là, il faut encore plusieurs décennies pour atteindre les œuvres de Nivers, et de Louis Couperin, Jacques Thomelin ou Charles Racquet. À la même époque, la publication des trois Livres d’orgue de Nicolas Lebègue (1676, 1678 et 1685) confirme la grande tradition française qui privilégie la mélodie sur la polyphonie et fait grand usage des timbres caractéristiques de l’orgue français.

## Une des plus prestigieuses traditions européennes
L’école française d’orgue a connu son apogée aux XVIIe et XVIIIe siècles. C'est aussi (et ce n'est pas un hasard) le moment où la « facture classique française » atteint sa perfection avec des facteurs de génie : Dom Bedos de Celles, les Clicquot, les Lefebvre, etc.
Les compositeurs pour cet instrument sont très nombreux. Si aucun n'a laissé une œuvre écrite comparable à celles de Buxtehude ou de Bach en Allemagne à la même époque —  même sans tenir compte des nombreuses œuvres perdues, leur production collective forme un corpus considérable et de qualité. Ils sont en général, sauf rare exception, également clavecinistes.
En fait, la plupart des compositeurs ont passé plus de temps à improviser sur les motifs de plain-chant qu'à écrire pour la postérité, l'orgue n'étant pas considéré comme un instrument d'agrément propre à séduire l'auditoire de manière gratuite bien qu'il mette en valeur les qualités individuelles, voire la virtuosité, de l'interprète. À l'origine, son rôle, essentiellement liturgique, consistait à donner l'intonation, dialoguer avec les chantres ou à les « soulager » en développant seul les mélodies grégoriennes. Plus tard, il eut aussi pour rôle d'accompagner les motets, plus éloignés de la liturgie. Même les plus doués des compositeurs, titulaires de charges ou d'instruments prestigieux comme François Couperin « le Grand » et Louis Marchand, ont laissé peu d'œuvres pour l'orgue. Quant à Rameau, qui fut organiste pendant des dizaines d'années, au XVIIIe siècle, il n'a rien laissé d'écrit pour cet instrument …
La plupart de ces artistes sont établis à Paris ou dans de grandes villes de province assez proches : Rouen (Titelouze, Boyvin, d'Agincourt), Reims et Saint-Denis (Grigny), Chartres (Jullien), Laon et Saint-Quentin (Du Mage), Beauvais, dont les cathédrales possèdent des instruments prestigieux.
Le début de leur carrière est souvent marqué par la publication d'un « premier livre » destiné à attester leur science, et qu'ils pensent de façon certainement sincère faire suivre d'autres ouvrages dans les huit tons ecclésiastiques. Mais beaucoup d'entre eux s'arrêtent avant d'avoir réalisé ce programme. Il est vrai qu'ils ont, pour la plupart, beaucoup d'autres charges prenantes et peut-être plus gratifiantes auprès du roi et des grands de la Cour. Ainsi, malgré quelques réussites incontestables, peu d'œuvres atteignent les proportions de celles écrites au même moment par les contemporains du nord de l'Allemagne. Font exception, par exemple : L'Offerte en action de grâce pour l’heureuse Convalescence du Roy d'André Raison (1687), le Grand Dialogue du 5e ton de Louis Marchand (1696) et les Offertoires sur les Grands Jeux de Nicolas de Grigny (1699) et de François Couperin (Messe à l'usage des paroisses pour les fêtes solemnelles, 1690). En outre, le pédalier à la française se prête bien moins aux traits de virtuosité que le pédalier à l'allemande qui nous vaut les plus grandes pages de Buxtehude, Bruhns ou Bach.
Pendant cette période, le style évolue d'une polyphonie savante d'origine médiévale et renaissante vers un style de plus en plus concertant. Lorsque cette dernière tendance l'emportera, ce sera le signe d'une décadence accélérée qui se prolongera jusqu'à la seconde moitié du XIXe siècle.
Une caractéristique de l’école française est l'attention particulière portée à la registration : les compositeurs l'indiquent souvent de manière extrêmement précise (cf. dans la Messe à l'usage des paroisses précitée, de Couperin, le : Dialogue sur les trompettes, clairon et tierces du grand clavier et le bourdon avec le larigot du positif).
Ce trait distinctif doit être signalé à une époque où l'on se soucie assez peu du timbre des instruments, et où beaucoup de musiciens écrivent des pièces dont ils précisent qu'elles peuvent se jouer indifféremment « sur le violon, la flûte, le hautbois, la viole, etc. ». Le célèbre gambiste Marin Marais allait même jusqu'à indiquer que ses œuvres pouvaient être jouées à l'orgue, au clavecin, au violon, au dessus de viole, au théorbe, à la guitare, à la flûte traversière, à la flûte à bec et au hautbois ! Il ne faut pourtant pas croire que ces musiciens n'eussent pas d'oreille : il s'agissait d'un argument commercial pour essayer de mieux vendre leurs compositions, à une époque où  l'impression et surtout la gravure des partitions étaient fort coûteuses ; raison pour laquelle beaucoup n'étaient pas publiées et restaient à l'état de manuscrits que l'on empruntait et recopiait.
Les compositions (jusque vers 1750) s'organisent principalement en quatre groupes :
- les messes ;
- les hymnes ;
- les suites ;
- les noëls ;
- et pièces diverses (Magnificat, Te Deum, ...)

Sur la fin de la période, les organistes se permettront beaucoup plus de fantaisie (sonates, concertos, etc.), souvent au détriment du caractère de l'instrument ou de sa destination liturgique.
Le roi nomme pour son service à la Chapelle Royale les interprètes les plus doués, se répartissant la charge par « quartier » c'est-à-dire par trimestre.

## Des œuvres disparues ou oubliées
Au XVIIe siècle, peu d'organistes se souciaient de faire éditer leurs œuvres, entreprise coûteuse et probablement difficile à rentabiliser. D'ailleurs, ils composaient généralement pour leurs propres besoins, conservant leurs manuscrits qui circulaient aussi en copies. De nombreuses compositions ont ainsi dû disparaître, quand le seul exemplaire existant se perdait. De nombreux artistes, et des plus prestigieux, n'ont laissé que quelques rares pièces, ou même rien du tout : Étienne Richard, Joseph Chabanceau de La Barre, Jacques Thomelin, Jean-Baptiste Buterne, Guillaume-Antoine Calvière, etc.
L'un des principaux compositeurs de musique religieuse de la période baroque, Marc-Antoine Charpentier mentionne régulièrement l'intervention d'un orgue dans ses œuvres, sans que nous puissions en conclure que le compositeur ait écrit pour cet instrument.

## L'époque baroque: compositeurs et œuvres
(liste non exhaustive).

### Première période: compositeurs nés avant 1640
L’orgue, instrument de la polyphonie.
- Jehan Titelouze (v. 1563-1633), chanoine titulaire de l'orgue de la cathédrale de Rouen, est souvent considéré comme le fondateur de l'école française d'orgue
  - 1623 : Hymnes de l'église pour toucher sur l'orgue, avec les fugues et recherches sur leur plain-chant. 
  - 1626 : Le Magnificat, ou cantique de la Vierge, pour toucher sur l'orgue suivant les 8 tons de l'Église
- Charles Racquet (1598-1664) organiste de la Cathédrale Notre-Dame de Paris
  - avant 1634 : Fantaisie (manuscrite, conservée dans un exemplaire de l’Harmonie universelle du père Marin Mersenne.
- François Roberday (1624-1680)
  - 1660 : 12 fugues et caprices
- Louis Couperin (v. 1626-1661) organiste de l'église Saint-Gervais-Saint-Protais de Paris
  - de 1650 à 1659 : 70 pièces restées en manuscrit, dont 45 redécouvertes en 1957
- Jean-Henri d'Anglebert (1635-1691)
  - œuvres de jeunesse publiées en 1689 (quatuor et 5 fugues)
- Guillaume-Gabriel Nivers (1632-1714)
  - 1665 - 1er livre : 100 pièces dans tous les tons
  - 1667 - 2e livre : 1 messe et les hymnes de l'Église
  - 1675 - 3e livre : suites de pièces dans tous les tons
- Nicolas-Antoine Lebègue (1631-1702) titulaire de l'église Saint-Merri de Paris
  - 1676 - 1er livre : 8 suites dans les 8 tons ecclésiastiques
  - 1678 - 2e livre : 1 messe et versets de Magnificat dans les 8 tons ecclésiastiques
  - 1685 - 3e livre : 10 Offertoires, 4 symphonies, 9 noëls variés, Les Cloches, 8 Élévations.
- Nicolas Gigault (1627-1707) 
  - 1682 : 20 noëls variés
  - 1685 : 180 pièces dans tous les tons ecclésiastiques (messes, hymnes, pièces diverses)

### Deuxième période, compositeurs nés de 1640 à 1670
Nouvelles formes et nouveau style.
- André Raison (v. 1640-1719)
  - 1688 - 1er livre : 5 messes (1er, 2e, 3e, 6e, 8e tons) et une Offerte d'action de grâces du 5e ton
  - 1714 - 2e livre : pièces diverses et 18 noëls.
- Lambert Chaumont (v. 1640-1712), prêtre à Huy (Wallonie)
  - 1695 - Un livre : 111 pièces dans tous les tons
- Gilles Jullien (1650 ou 1653-1703) organiste de la cathédrale de Chartres
  - 1690 - 1er livre : suites de pièces dans tous les tons
- Jacques Boyvin (v. 1650-1706), parisien établi à Rouen ou il est titulaire à la cathédrale
  - 1689 - 1er livre : suites de pièces dans tous les tons
  - 1700 - 2e livre : suites de pièces dans tous les tons
- Mathieu Lanes (1660-1725)
  - Petites pièces d'orgue (date inconnue - vers 1720 ?)
- Charles Piroye (v. 1665- v. 1730)
  - 1712 - Pièces choisies
- François Couperin (1668-1733) organiste de l'église Saint-Gervais-Saint-Protais de Paris
  - 1690 - 1er livre : Messe à l'usage des paroisses et Messe à l'usage des Couvents
- Louis Marchand (1669-1732)
  - Pièces éparses - certaines datables de 1696 et 1700 - éditées après 1740.
- Gaspard Corrette (v. 1670- avant 1733), organiste à Rouen
  - 1703 - Messe du 8e ton
- Nicolas de Grigny (1672-1703) (actif à Saint-Denis et Reims)
  - 1699 - 1er livre : 1 messe et 5 hymnes
- Pierre Du Mage (1674-1751) (actif à Laon et Saint-Quentin)
  - 1708 - 1er livre : suite du 1er ton (8 pièces)
- Jean-Adam Guilain (v. 1675(?)-après 1739)
  - 1706 : 4 Magnificat

### Troisième période: leXVIIIesiècle

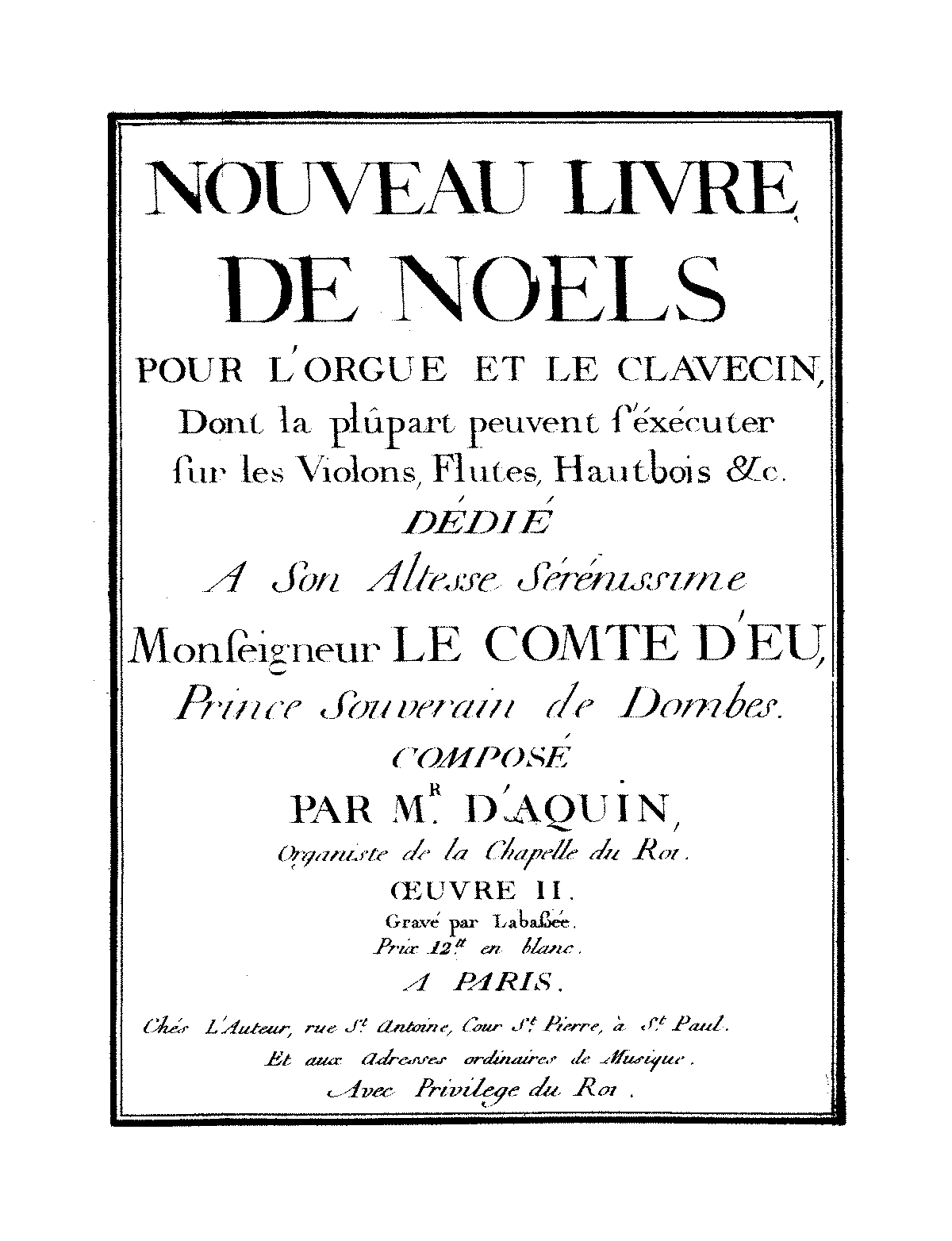
Nouveau livre de Noëls pour l'orgue et le clavecin - Louis-Claude D"Aquin

L'orgue, instrument de concert. La destination liturgique s'efface progressivement au profit de l'exhibition de la virtuosité de l'organiste.
- Louis-Nicolas Clérambault (1676-1749)
  - 1710 - 1er livre : 2 suites dans les 2 premiers tons
- Jean-François Dandrieu (1682-1738)
  - 1729 - 45 noëls variés (certains peut-être de son oncle Pierre Dandrieu)
  - 1739 (publication posthume) - 6 suites (chacune avec Offertoire, Magnificat et pièces diverses)
- François Dagincour ou d'Agincourt (1684-1758)
  - environ 45 pièces restées en manuscrit
- Louis-Antoine Dornel (1685-1765)
  - 1756 - Livre comprenant 3 Magnificat, 1 noël varié, une dizaine de pièces diverses
- Louis-Claude Daquin ou D'Aquin (1694-1772)
  - 1757 - 12 noëls variés
- Michel Corrette (1707-1795)
  - 1728 - 1er livre : 4 suites dans les 4 premiers tons
  - 1750 - 2e livre : 4 suites dans les 4 derniers tons
  - 1753 - 4 suites de noëls variés
  - 1756 - 3e livre : Messes, hymnes, pièces diverses
  - 1756 - 6 Concertos pour orgue
  - 1766 - 12 Offertoires
  - pièces diverses

## L'orgue au temps de la Révolution
- Claude Balbastre (1724-1799)
  - 1770 - 4 suites de noëls variés pour orgue, clavecin ou pianoforte
- Jean-Baptiste Nôtre (1732-1807)
  - Huit suites pour orgue
- Jean-Jacques Beauvarlet Charpentier (1734-1793)
  - 12 journaux d'orgue, 1 livre de noëls, soit le corpus le plus vaste pour l'orgue français du XVIIIe siècle, à mettre en relation avec les instruments de Clicquot, Isnard...
- Guillaume Lasceux (1740-1831)
  - 1772 - Journal de pièces d'orgue contenant messes, Magnificat et noëls
  - 1782 - Nouveau Journal
  - 1809 - Essai (manuscrit) théorique et pratique, comportant 133 pages d'exemples musicaux
  - 1819 - Annuaire de l'organiste
  - 1820 - 12 fugues
- Josse-François-Joseph Benaut (vers 1743-1794)
- Nicolas Séjan (1745-1819)
  - Fugues

Les derniers organistes du XVIIIe siècle s'amusent à imiter la tempête, le tonnerre et se forcent à entonner les air militaires ou révolutionnaires à la mode (le Ah ! ça ira, la Marseillaise, le Chant du départ, etc.), pour prouver leur très opportun ralliement au nouveau pouvoir (ce qui ne les empêche d'ailleurs pas de perdre leurs subsides) et sauver leurs orgues menacés par les pillages d'églises conduits par les révolutionnaires.
Pendant toute cette période, les métiers d'organiste et de claveciniste étaient alors les mêmes et exercés par les mêmes artistes. Un grand nombre d'entre eux ont donc aussi participé au rayonnement de l'École française de clavecin. Les deux instruments suivent donc une évolution assez comparable pendant toute la période « baroque ». La période révolutionnaire est le signal de la disparition du clavecin et d'un cantonnement prolongé de l'orgue dans le domaine de l'accompagnement liturgique, peu adapté qu'il est à l'esthétique romantique.

## Renaissance à la fin duXIXesiècle
Pendant longtemps, on a fustigé l'école d'orgue du début du XIXe siècle. Ce ne sont pourtant pas les musicologues, les historiens, parfois organistes, qui ont manqué. Citons Alexandre Choron (1771-1834) qui fut une sorte d’initiateur, le belge François-Joseph Fétis (1784-1871), auteur de la précieuse Biographie universelle des musiciens et bibliographie générale de la musique, 1834-1835), Félix Danjou, Adrien de La Fage, Pierre-Marie Hamel, Félix Clément, Joseph Régnier, Sébastien Morelot, Joseph d'Ortigue.
Parmi les organistes, on ne peut désormais plus ignorer les noms et les œuvres de :
Jacques-Marie Beauvarlet-Charpentier (1766-1834), Alexandre-Pierre-François Boëly (1785-1858), Charles Simon (1788-1866), premier titulaire de l'orgue Cavaillé-Coll de la cathédrale de Saint-Denis, Marius Gueit (1808-1862), ou encore François Benoist (1794-1878), professeur d'orgue au Conservatoire de Paris, Justin Cadaux, Adolphe Miné (1796-1854), Alexandre-Charles Fessy (1804-1856).
Puis viendra une nouvelle génération, qui saura tirer profit des apports de l'orgue romantique :
Alexandre Bruneau (1823-1899), Édouard Batiste (1820-1876), Georges Schmitt (1821-1900), Renaud de Vilbac (1829-1884), Charles Colin (1832-1881), Edmond Lemaigre (1849-1890), Clément Loret (1833-1909), Charles-Alexis Chauvet (1837-1871), Jules Grison (1842-1896).
C'est le renouveau de sa facture, avec Aristide Cavaillé-Coll, et de sa littérature, avec César Franck ainsi que la nouvelle génération d'organistes qui lui succède, qui lui redonneront un nouveau prestige en faisant entrer l'orgue dans l'ère romantique et symphonique.

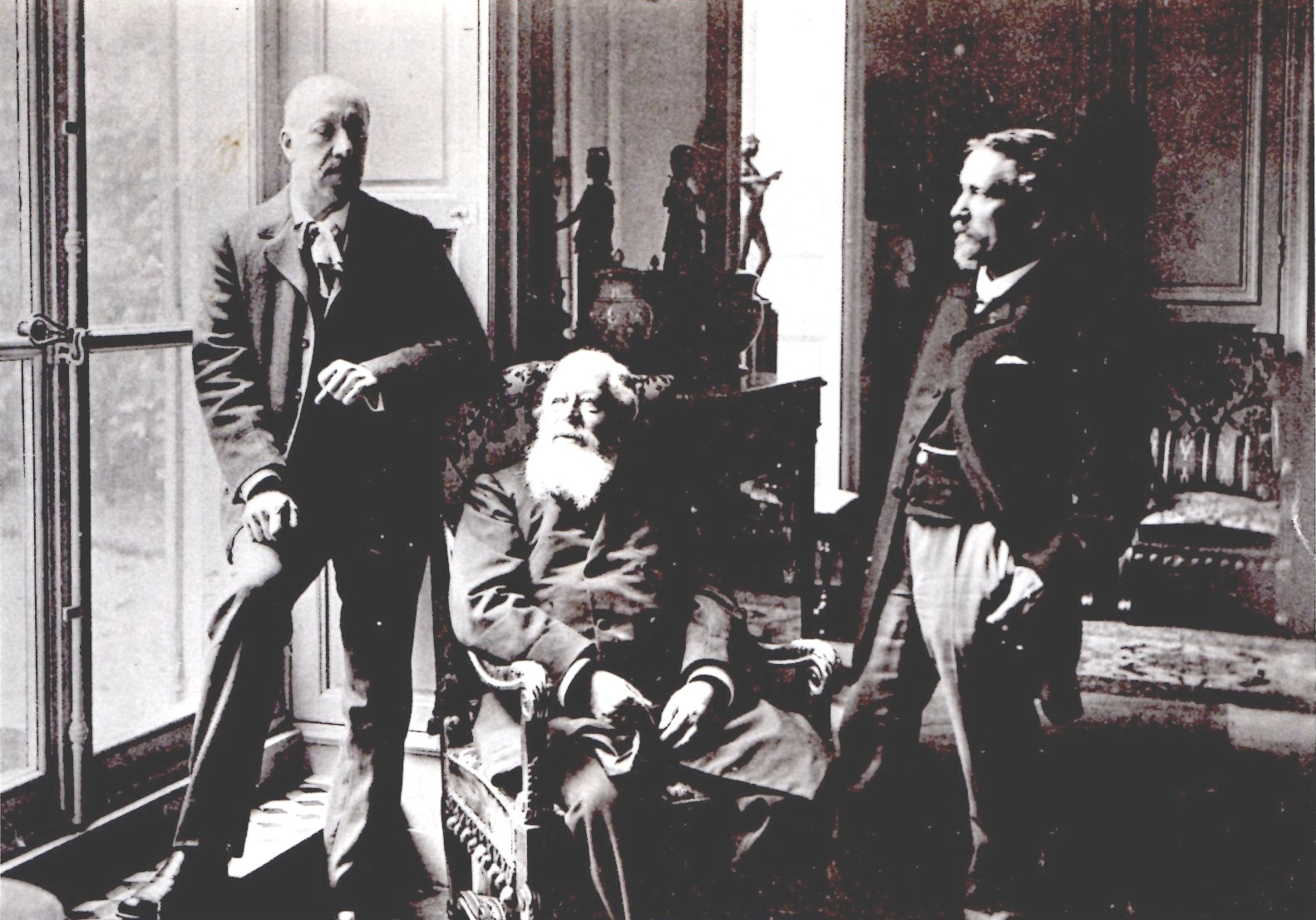
De gauche à droite : Charles-Marie Widor, Alexandre Guilmant, Eugène Gigout photographiés en 1910.

Compositeurs d'orgue de l'ère romantique, actifs à Paris
- Franz Liszt [1811-1886] ;
- Louis James Alfred Lefébure-Wély [1817-1869] ;
- César Franck [1822-1890] ;
- Alexandre Guilmant [1837-1911] ;
- Charles-Marie Widor [1844-1937] ;
- Eugène Gigout [1844-1925] ;
- Léon Boëllmann [1862-1897].

Le regain d'intérêt pour l'orgue en France vient aussi partiellement de la place consacrée à l'orgue dans les opéras romantiques. L'opéra à Paris était le centre de la vie artistique, et de plus en plus, une « scène d'orgue » était obligatoire dans les opéras, à partir de Robert le Diable de Giacomo Meyerbeer. La renaissance du gothique, un nouvel intérêt pour le chant grégorien, tout se liait à un goût nouveau pour les choses médiévales. Et par effet de mode, c'est surtout Lefébure-Wély qui introduira le style théâtral dans la musique d'église.

## Renouveau duXXesiècle
Ce sont précisément les héritiers de ce mouvement symphoniste qui vont consolider la réputation de l'école d'orgue française et l'enrichir en y imprimant la marque à la fois du néo-classicisme et du néo-symphonisme et en y dressant d'incontournables monuments dans l'histoire de l'orgue, non seulement française mais aussi internationale.
Les pionniers de ce renouveau ont pour nom Louis Vierne, Marcel Dupré, Charles Tournemire, rapidement suivis par Jehan Alain, Olivier Messiaen, Jean Langlais, Maurice Duruflé, Gaston Litaize, Jeanne Demessieux et bien d'autres. Leurs styles seront qualifiés tour à tour de post-romantique, néo-classique, impressionniste, c'est dire que l'école française d'orgue a fortement influencé les musiciens d'aujourd'hui et ouvert un grand nombre de voies dont les nouveaux compositeurs ont à peine commencé l'exploration.
Plus récemment, le flambeau est repris par plusieurs générations de professeurs au Conservatoire national supérieur de musique et de danse de Lyon et au Conservatoire national supérieur de musique et de danse de Paris, parmi lesquels Pierre Cochereau, Rolande Falcinelli, Marie-Claire Alain, Suzanne Chaisemartin, André Isoir, Michel Chapuis, Daniel Roth, Pierre Pincemaille, Philippe Lefebvre, Thierry Escaich, Olivier Latry, etc.